# Lauri Lehtinen
Lauri Lehtinen   (Porvoo, 10 d'agost de 1908 - Hèlsinki, 4 de desembre de 1973) fou atleta finlandès, especialista en curses de fons, que va competir durant la dècada de 1930.
El 1932 va prendre part en els Jocs Olímpics d'Estiu de Los Angeles, on guanyà la medalla d'or en la prova dels 5.000 metres del programa d'atletisme. Quatre anys més tard, als Jocs de Berlín, guanyà la medalla de plata en la mateixa prova. Finalitzà rere el seu compatriota Gunnar Höckert.
El 1932, un mes abans de la disputa dels Jocs Olímpics va millorar el rècord del món dels 5.000 metres amb un temps de 14'17.0". Guanyà dos campionats nacionals dels 5.000 metres, el 1931 i el 1935.
El 1940 va lliurar la seva medalla d'or olímpica a un soldat que es va distingir durant la Guerra d'Hivern en els combats a l'istme de Carèlia, en un gest de respecte cap a Gunnar Höckert, que va morir en aquella guerra.

## Millors marques
- 1.500 metres. 3'55.5" (1931)
- 5.000 metres. 14'16.9" (1932)
- 10.000 metres. 30'15.0" (1937)[3][1]